# Rhizaspidiotus caraganae
Rhizaspidiotus caraganae är en insektsart som först beskrevs av Kiritchenko 1940.  Rhizaspidiotus caraganae ingår i släktet Rhizaspidiotus och familjen pansarsköldlöss. Inga underarter finns listade i Catalogue of Life.